# فروگنر
فروگنر منطقه‌ای مسکونی و تجاری در حاشیه غربی اسلو در نروژ، با جمعیت ۵۹٬۲۶۹ (در سال ۲۰۲۰) است. علاوه بر فروگنر اصلی، این منطقه شامل اورانینبورگ، بیگدوی و ماژورستوئن هم می‌شود. بخش اصلی این منطقه فروگنر مانور است و شامل پارک فروگنر نیز می‌شود. این شهر دارای بالاترین قیمت املاک در نروژ است.